# ریوتارو ایشیدا
ریوتارو ایشیدا (انگلیسی: Ryotaro Ishida؛ زادهٔ ۱۳ دسامبر ۲۰۰۱) بازیکن فوتبال اهل ژاپن است.
از باشگاه‌هایی که در آن بازی کرده‌است می‌توان به باشگاه فوتبال ناگویا گرامپوس اشاره کرد.